# Darling (pel·lícula de 1965)
Darling és una pel·lícula britànica dirigida per John Schlesinger, estrenada el 1965.

## Argument
Diane Scott (Julie Christie) sota un candor de façana dissimula un egoisme glaçador portant-lo a seduir diferents homes, entre els quals l'estatura moral (Robert Gold (Dirk Bogarde) com un amant madur) o social (Milles Brand (Laurence Harvey) com comunicant connectat, Cesare della Romita (José Luis de Vilallonga) com a noble italià) li permeten de guanyar seguretat i d'enlairar-se en la societat.

## Repartiment
- Laurence Harvey: Miles Brand
- Dirk Bogarde: Robert Gold
- Julie Christie: Diana Scott
- José Luis de Vilallonga: príncep Cesare della Romita
- Roland Curram: Malcolm
- Basil Henson: Alec Prosser-Jones
- Helen Lindsay: Felicity Prosser-Jones
- Jean Claudio: Raoul Maxim
- Zakes Mokae: un convidat (no surt als crèdits)

## Crítica
| « | L'amor, el matrimoni, la llibertat d'acció, la concepció de la vida, tants temes que sorgeixen de la pel·lícula. Però Schlesinger els il·lustra més que accionar-los. Dibuixa una lleugera caricatura sense creure gaire que és un tema molt seriós. | » |

## Premis i nominacions

### Premis
- 1966: Oscar a la millor actriu per Julie Christie
- 1966: Oscar al millor guió original per Frederic Raphael
- 1966: Oscar al millor vestuari per Julie Harris
- 1966: Globus d'Or a la millor pel·lícula de parla no anglesa
- 1966: BAFTA al millor actor britànic per Dirk Bogarde
- 1966: BAFTA a la millor actriu britànica per Julie Christie
- 1966: BAFTA al millor guió britànic per Frederic Raphael
- 1966: BAFTA a la millor direcció artística per Ray Simm

### Nominacions
- 1966: Oscar a la millor pel·lícula
- 1966: Oscar al millor director per John Schlesinger
- 1966: Globus d'Or al millor director per John Schlesinger
- 1966: Globus d'Or a la millor actriu dramàtica per Julie Christie
- 1966: BAFTA al millor director per John Schlesinger
- 1966: BAFTA a la millor fotografia per Kenneth Higgins